# Tegestria johorea
Tegestria johorea is een hooiwagen uit de familie Epedanidae.